# Лучезарный (Курганинский район)
Лучеза́рный — посёлок в Курганинском районе Краснодарского края.
Входит в состав Михайловского сельского поселения.

## География
Посёлок находится на правом берегу реки Лаба, на расстоянии 12 км к северо-западу от города Курганинск, административного центра района.

## Население
| 2002 | 2010 |
| ---- | ---- |
| 407  | ↘284 |

## Улицы
| - пер. Лесной, - ул. Лучезарная, - пер. Лучезарный, | - ул. Садовая, - пер. Садовый, - ул. Советская. |